# خط قایقرانی
خط قایقرانی یک مکان تاریخی است که در فیلادلفیا ، پنسیلوانیا در ساحل شرقی رودخانه اسکوکل درست در شمال سازه‌های آبی فیرمونت و موزه هنر فیلادلفیا واقع شده است. این خط قایقرانی شامل یک ردیف پانزده‌تایی است که باشگاه‌های اجتماعی و قایقرانی و روئینگ مسابقه‌ای آنها را در خود جای داده است. هر یک از قایق‌خانه‌ها تاریخ مخصوص به خود را دارند و همگی آدرس‌هایی در ردیف قایق‌خانه و پارک فیرمونت دارند (که به نام پاروزن مشهور فیلادلفیا جان بی کلی جونیور نام‌گذاری شده‌اند).
قایق‌خانه‌های شماره ۲ تا ۱۴ بخشی از گروهی هستند که به نام نیروی دریایی اسکوکیل شناخته می‌شوند، که چندین قایق‌خانه دیگر را در امتداد رودخانه در بر می‌گیرد. قایق‌خانه شماره 1 سالن لوید است و تنها مرکز قایق‌خانه عمومی در ردیف است.  قایق‌خانه شماره ۱۶، باشگاه سجلی در خود جای داده است که فانوس دریایی تورتل راک را اداره می‌کند. قایق‌خانه‌ها همگی حداقل یک قرن قدمت دارند و برخی از آنها بیش از ۱۵۰ سال پیش ساخته شده‌اند.

## تاریخچه و اهمیت
خط قایقرانی میزبان چندین مسابقه روئینگ مهم است، از جمله کرجی‌رانی دد ویل ، جام استاتسبری، کرجی‌رانی روز نیروی دریایی، کرجی‌رانی روز استقلال و کرجی‌رانی سران اسکوکیل .
قایق‌خانه‌ها به‌عنوان مراکز جامعه قایقرانی در سراسر ایالات متحده دیده می‌شوند. قایقرانان از قایق‌خانه‌ها در هر سطحی، از جمله باشگاه‌های محلی، دبیرستان‌ها، کالج‌ها، برنامه‌های مسابقه تابستانی در سطح بین‌المللی به رقابت می‌پردازند.